# Giancarlo Minardi
Giancarlo Minardi eller Gian Carlo Minardi, född 18 september 1947 i Faenza, är en italiensk stallchef och grundare av racingstallet Minardi. 
Minardi hade stora framgångar i mindre klasser men lyckades aldrig i formel 1. Han sålde stallet till Paul Stoddart 2001.